# Klaus Blachnitzky
Klaus Blachnitzky (ur. 6 grudnia 1921 w Hindenburgu, dzisiejsze Zabrze, zm. 15 sierpnia 1988) – geodeta niemiecki.
Pracownik organizacji Landesamt für Vermessung und Geoinformation w latach 1949–1986, w latach 1987–1988 wykonywał pomiary dla uczelni w Idaho. Zginął tragicznie na Alasce podczas ekspedycji, spadając z góry. Jego grób znajduje się w Penzberg. 29 stycznia 2007 roku jego imieniem została nazwana góra na Alasce o wysokości 1954,07 m n.p.m.